# Szczyt NATO w Brukseli 2021

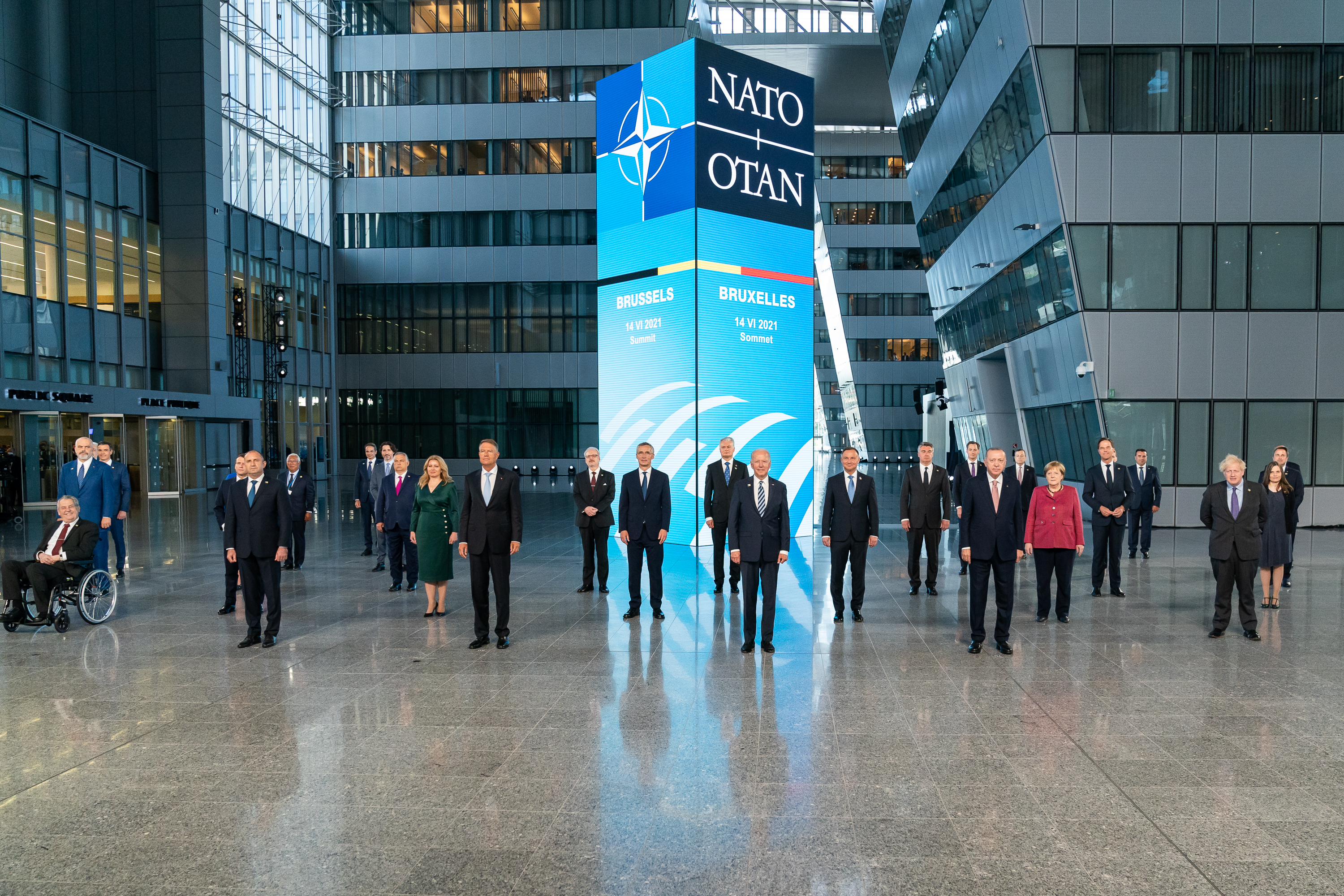
Fotografia grupowa: prezydent USA Joe Biden z przywódcami państw NATO

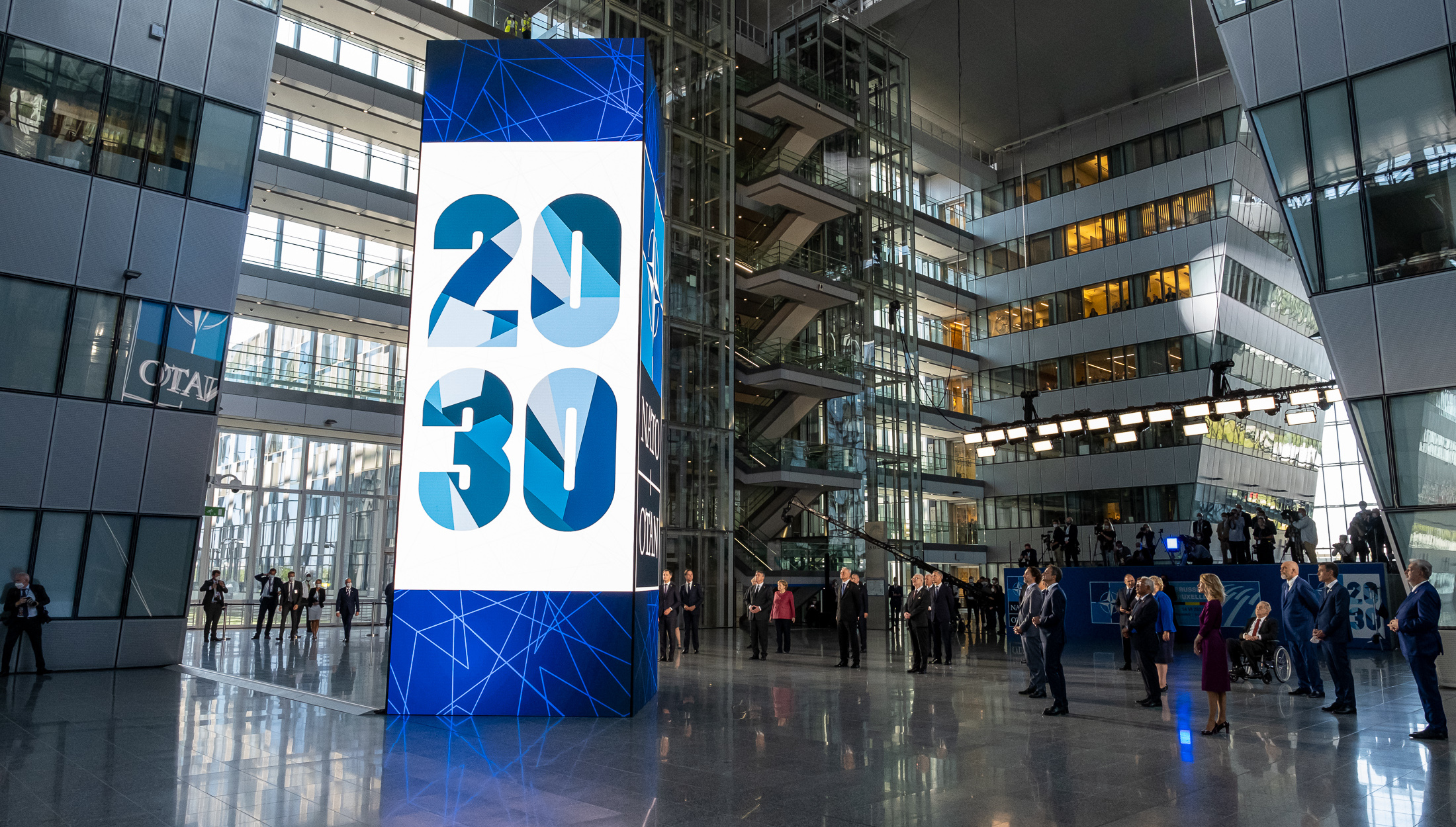
Przywódcy państw NATO biorą udział w ceremonii powitalnej połączonej z multimedialną ekspozycją na wieży

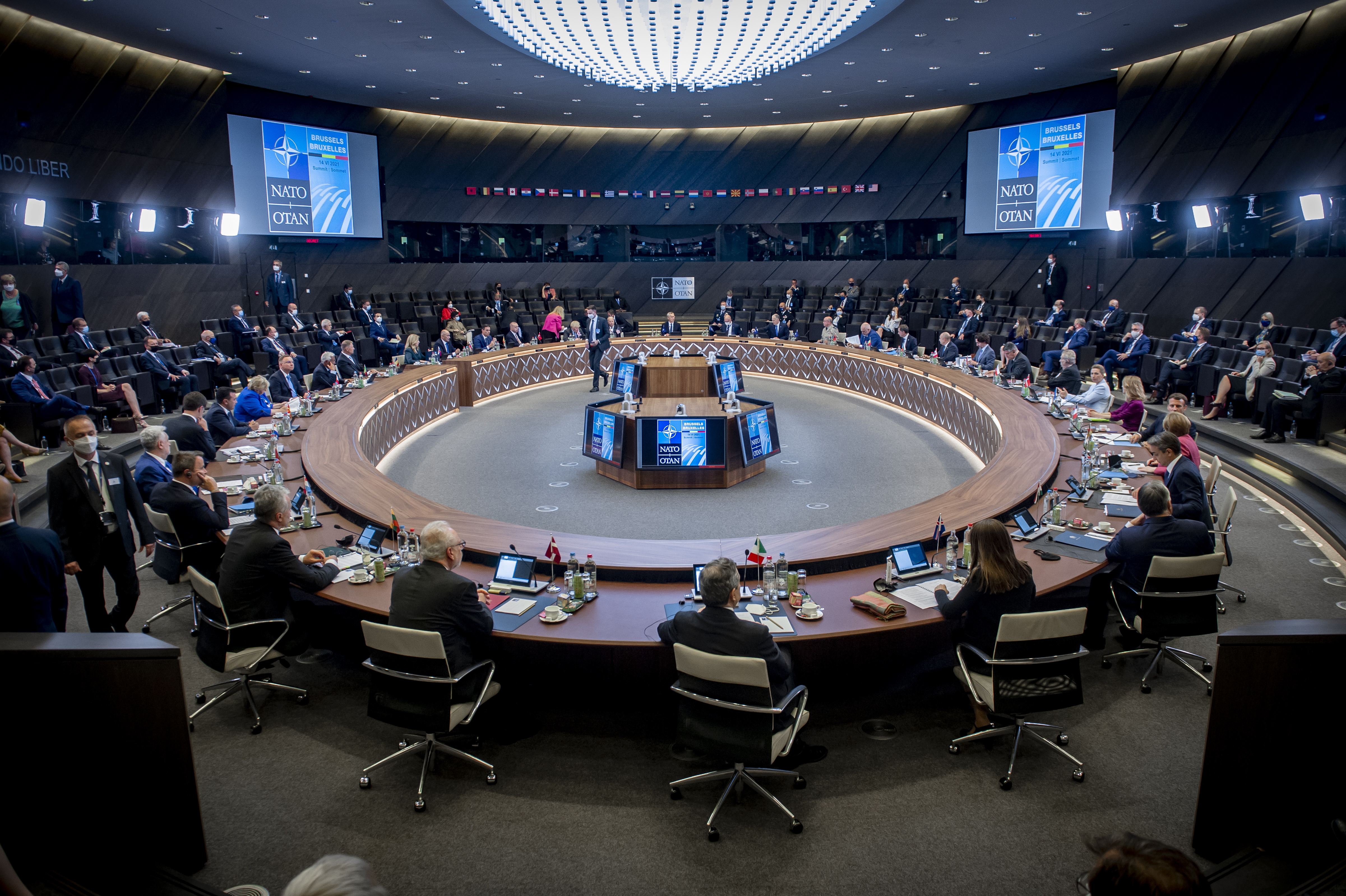
Sala posiedzeń szczytu NATO w Brukseli; 2021

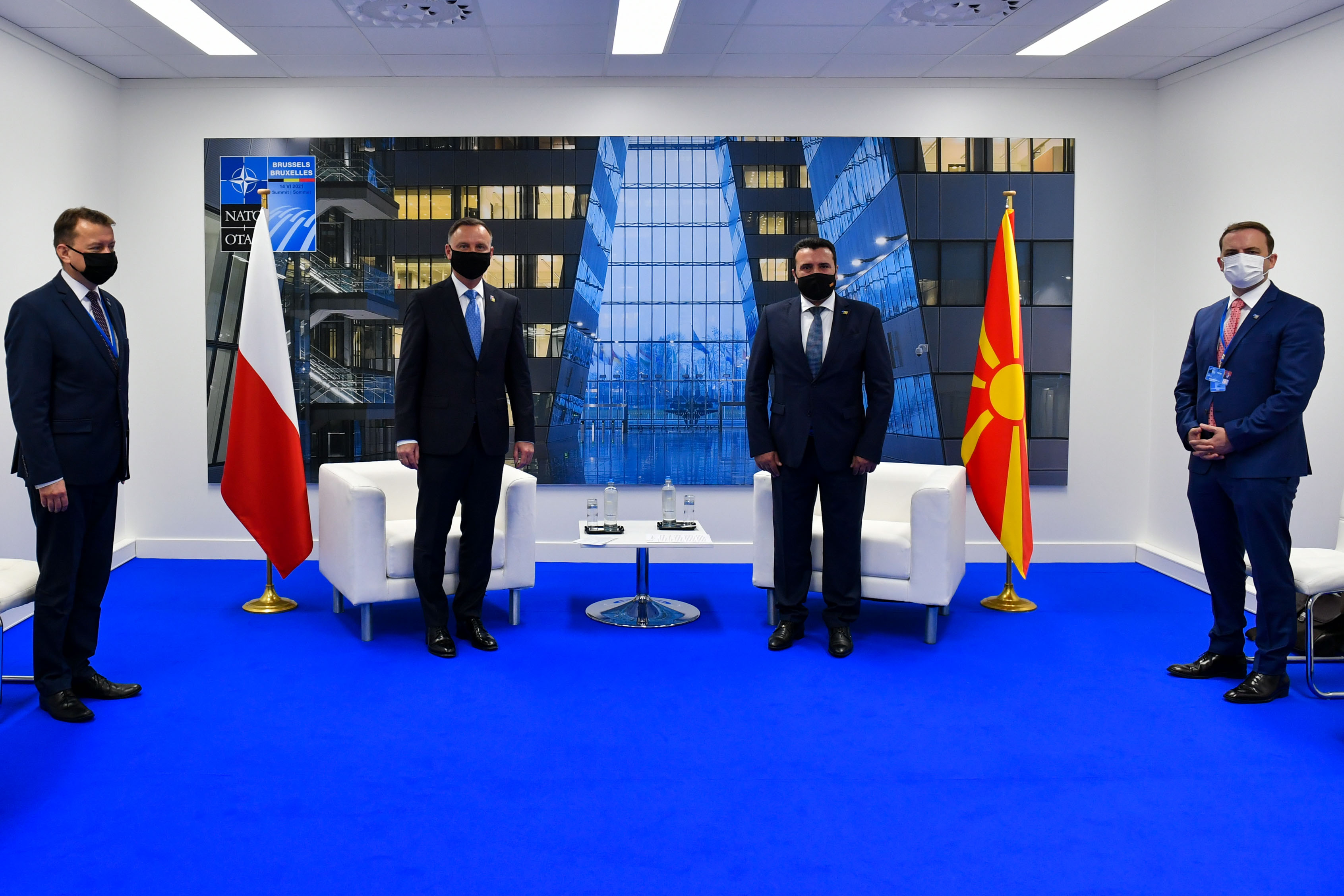
Od lewej: minister obrony narodowej Mariusz Błaszczak, prezydent Rzeczypospolitej Polskiej Andrzej Duda i premier Macedonii Północnej Zoran Zaew na szczycie NATO w Brukseli; 2021

Szczyt NATO w Brukseli – 32. szczyt NATO zorganizowany w Brukseli 14 czerwca 2021.
Na szczycie w Brukseli przywódcy państw NATO zapowiedzieli: rozwijanie Sojuszu jako forum konsultacji politycznych;, wzmocnienie obrony zbiorowej poprzez zwiększoną gotowość wojsk, modernizację uzbrojenia i sprzętu oraz opracowanie ogólnosojuszniczych celów w zakresie odporności. Przyjęto plan rozwijania transatlantyckiej innowacyjności, w tym nowy „akcelerator obronny”. Przywódcy uzgodnili również, że zajmą się konsekwencjami zmian klimatu dla bezpieczeństwa. Odpowiedzią na wyzwania przyszłości miała być agenda „NATO 2030”, która była głównym punktem dyskusji.

Po raz pierwszy w Szczycie wziął udział nowy prezydent USA Joe Biden. Dokonał on symbolicznego otwarcia nowego rozdziału w relacjach USA z sojusznikami.

## Ustalenia szczytu
Po spotkaniu szefów państw i rządów uczestniczących w posiedzeniu Rady Północnoatlantyckiej w Brukseli 14 czerwca 2021 wydano Oświadczenie.
Potwierdzono w nim jedność, solidarność i spójność sojuszniczych państw, oraz to, że NATO pozostaje fundamentem zbiorowej obrony i podstawowym forum konsultacji, że jest Sojuszem obronnym, dąży do pokoju i stabilności w całym obszarze euroatlantyckim. Przypomniano, że atak na jednego sojusznika będzie uważany za atak na wszystkich.
Zdefiniowano też zagrożenia. Były to: agresywne działania Rosji, terroryzm we wszystkich jego formach, nielegalna migracja i handel ludźmi, zagrożenia w cyberprzestrzeni, hybrydowe i asymetryczne oraz złośliwe wykorzystywanie coraz bardziej wyrafinowanych technologii. Zwrócono też uwagę na rozprzestrzenianie broni masowego rażenia i brak efektywnej kontroli zbrojeń.
Szefowie państw i rządów NATO zobowiązali się do:
- poszerzenia konsultacji celem zapewnienia skuteczności w prowadzeniu operacji wojskowych, szczególnie gdy zagrożone jest bezpieczeństwo lub stabilność sojusznika lub gdy zagrożone są podstawowe wartości i zasady; zobowiązano się też poszanowania ducha i litery Traktatu Północnoatlantyckiego;
- wzmocnienia NATO jako struktury zbiorowej obrony przed zagrożeniami ze wszystkich kierunków z wykorzystaniem zdolności w zakresie obrony nuklearnej, konwencjonalnej i przeciwrakietowej; do poprawy gotowości sił oraz wzmocnienia i modernizacji struktury sił sojuszniczych;
- wzmocnienia narodowych odporności poprzez zintegrowane i skoordynowane działania, w tym przeglądy i monitorowanie celów w tym zakresie;
- wspierania współpracy technologicznej i promowania interoperacyjności w ramach Akceleratora Innowacji Obronnych i Funduszu Innowacji NATO;
- zwiększania zdolności NATO opartego na zasadach porządku międzynarodowego, poszerzania dialogu i współpracy z partnerami, w tym z Unią Europejską, krajami kandydującymi do NATO i partnerami w regionie Azji i Pacyfiku, a także z Afryki, Azji i Ameryki Łacińskiej;
- zapewniania partnerom szkoleń i wsparcia w zakresie budowania zdolności i interoperacyjności;
- oceny zmian klimatycznych w kontekście ich oddziaływania na bezpieczeństwo; zobowiązano się ograniczyć emisje gazów cieplarnianych pochodzących z instalacji wojskowych, bez uszczerbku dla ogólnie rozumianego bezpieczeństwa oraz postawy odstraszania i obrony, z perspektywą osiągnięcia zerowej emisji do 2050;
- poprzez Sekretarza Generalnego poprowadzić proces opracowania następnej Koncepcji Strategicznej.

## Uczestnicy szczytu
Przewodniczący delegacji państw NATO

- Albania – premier Edi Rama
- Belgia – premier Alexander De Croo
- Bułgaria – prezydent Rumen Radew
- Kanada – premier Justin Trudeau
- Chorwacja – prezydent Zoran Milanović
- Czechy –prezydent Miloš Zeman
- Dania – premier Mette Frederiksen
- Estonia – premier Kaja Kallas
- Francja – prezydent Emmanuel Macron
- Niemcy – kanclerz Angela Merkel
- Grecja – premier Kyriakos Mitsotakis
- Węgry – premier Viktor Orbán
- Islandia – premier Katrín Jakobsdóttir
- Włochy – premier Mario Draghi
- Łotwa – prezydent Egils Levits
- Litwa – prezydent Gitanas Nausėda
- Luksemburg – premier Xavier Bettel
- Czarnogóra – premier Zdravko Krivokapić
- Holandia – premier Mark Rutte
- Macedonia Północna – premier Zoran Zaev
- Norwegia – premier Erna Solberg
- Polska – prezydent Andrzej Duda
- Portugalia – premier António Costa
- Rumunia – prezydent Klaus Iohannis
- Słowacja – prezydent Zuzana Čaputová
- Słowenia – premier Janez Janša
- Hiszpania – premier Pedro Sánchez
- Turcja – prezydent Recep Tayyip Erdoğan
- Wielka Brytania – premier Boris Johnson
- Stany Zjednoczone – prezydent Joe Biden
- NATO –  sekretarz generalny NATO Jens Stoltenberg